# Vecchia Foresta
La Vecchia Foresta è un luogo di Arda, l'universo immaginario creato dallo scrittore inglese J. R. R. Tolkien. Si tratta di una delle poche foreste primordiali sopravvissute da prima della Seconda Era, quando coprivano gran parte dell'Eriador. In questa lontana epoca, l'enorme bosco di cui la Vecchia Foresta faceva parte si estendeva poi a sud, coprendo le pendici delle Montagne Nebbiose fino a congiungersi alla Foresta di Fangorn. In seguito l'Eriador venne quasi del tutto disboscato dai númenoreani per ricavarne legname per le loro navi o devastato da Sauron facendo della Vecchia Foresta uno dei pochi luoghi dove sopravvivevano i resti degli antichi boschi della Prima Era.
Nella Terza Era, la foresta era delimitata ad est dalle Tumulilande, e ad ovest da Frattalta, una larga barriera eretta dagli Hobbit della Terra di Buck per difenderesi dagli spiriti malvagi che si nascondevano tra questi alberi fin dai tempi di Morgoth.
Gli Hobbit, infatti, credevano che gli alberi della Vecchia Foresta fossero in qualche modo "svegli" ed ostili; ondeggiavano anche quando non c'era vento, sussurravano nella notte, e fuorviavano i viaggiatori che osavano avventurarsi nella foresta, nascondendo loro i sentieri e facendoli perdere. Quando gli alberi crescevano troppo vicini alla Fratta, gli Hobbit tagliavano quelli più vicini, e ne bruciavano i tronchi in un grande falò, ma ogni volta che lo facevanno, gli alberi sembravano farsi più ostili. All'interno della Vecchia Foresta, molto in profondità tra gli alberi, si trovava la Valle del Sinuosalice, un luogo tetro e malvagio, che costituiva la radice di tutti i terrori e le malvagità della foresta.
Poco prima della Guerra dell'Anello, gli Hobbit Frodo Baggins, Samvise Gamgee, Meriadoc Brandibuck e Peregrino Tuc la attraversarono, nel tentativo di sfuggire ai Cavalieri Neri, sulle tracce dell'Unico Anello. In quel periodo gli alberi avevano attaccato più violentemente del solito la Terra di Buck, giungendo anche a superare Frattalta con le loro chiome. In risposta gli Hobbit avevano abbattuto una larga striscia di foresta, oltre la Fratta, ed avevano allestito un enorme falò in un'area definita Radura del Falò. Per questo gli alberi si incattivirono ancora di più contro gli Hobbit.
Vicino al margine sud-orientale della foresta, sulla riva del fiume Sinuosalice, sorgeva la casa di Tom Bombadil, che salvò Pipino e Merry quando questi furono presi in trappola da un albero malvagio, che Tom chiamava Vecchio Uomo Salice.

## Adattamenti
La Vecchia Foresta non appare nell'adattamento cinematografico de Il Signore degli Anelli di Peter Jackson, e nemmeno nella versione animata di Ralph Bakshi; il suo inserimento, infatti, è stato considerato in entrambi i casi superfluo, poiché significava inserire all'inizio dell'azione (la partenza di Frodo per il suo viaggio) un elemento rallentante. Al contrario è presente nel videogioco Il Signore degli Anelli: La Compagnia dell'Anello, dov'è però rappresentata diversamente dal libro; qui infatti la Foresta è abitata da grandi ragni che si nascondono nei sentieri e sulle rive del Sinuosalice. Lo stratagemma, ripreso dalla descrizione che Tolkien fa del Bosco Atro ne Lo Hobbit, serve a rendere più movimentato il gioco, ma nella Vecchia Foresta del libro non si fa menzione di queste creature.

## La Valle del Sinuosalice
La Valle del Sinuosalice è un'insenatura scavata dal fiume Sinuosalice tra le colline dei Tumulilande e la prateria, compresa tra la Vecchia Foresta e i colli di Brea, dove sorge la casa di Tom Bombadil. Il fiume che da nome alla valle nasce come ruscello ai margini della Vecchia Foresta. Scorre fino a diventare torrente e, una volta buttatosi da un basso dirupo all'interno della valle, dà origine al vero e proprio fiume.
È detto tra gli Hobbit della Terra di Buck che la valle sia l'origine di tutto il male della Foresta, e che quindi avventurarvisi sarebbe cosa peggiore che attraversare quest'ultima.

### Etimologia
La valle prende il nome dal fiume del quale l'etimologia è molto semplice: infatti è detto ne Il Signore degli Anelli, La Vecchia Foresta, p. 46, "scorreva pigro e sinuoso" e il fiume è circondato da alti salici, di cui il più autoritario è il Vecchio Uomo Salice. Così, unendo i due termini, si ottiene la frase "sinuoso tra i salici", da cui Sinuosalice.